# Мирослав Милосављевић
Мирослав Милосављевић (Буровац, Петровац на Млави, 28. август 1928 — 6. јануар 2020) био је редовни професор Пољопривредног факултета у Београду, област виноградарство.
Био је председник Југословенског виноградарско-винарског научног друштва, члан Друштва биљних физиолога Француске, шеф Југословенске делегације на заседањима Генералне скупштине и конгресима ОИВ-а (Office international de la Vigne et du Vin – Paris), члан Редакционог одбора Архива за пољопривредне науке, Главни и одговорни уредник Зборника радова Пољопривредног факултета и потпредседник Председништва Савеза пољопривредних инжењера Југославије. Добитник је многих јавних признања: Орден рада са златним венцем, Повеља заслужног члана Савеза инжењера Југославије, Сребрна плакета Биотехничког института у Подгорици, Плакета Пољопривредног факултета у Београду... Један је од оснивача Вукове задужбине.

## Биографија
Др Мирослав Милосављевић је стекао основно образовање у родном месту, Похађао је Нижу пољо-привредну школу у Крагујевцу током II Светског рата а Средњу пољопривредну школу у Букову (Неготин), завршио је као најбољи ђак генерације. Као пољопривредни техничар радио је у Министарству пољопривреде НР Србије и ванредно завршио прву годину студија на Пољопривредном факултету у Земуну. Дипломирао је 1953. године. Две године је радио на П.D. Вршачки виногради као руководилац производње и технички директор. На Пољопривредном факултету у Земуну изабран је 1957. за асистента, 1961. за доцента, 1967. за ванредног, а 1974. године за редовног професора. У звању универзитетског наставника за област виноградарство био је 32 године – све до пензионисања 1993. године.

## Научно педагошка активност
Током своје научне каријере, у циљу усавршавања и представљања резултата свог научног рада, обавио је бројне специјализације: шестомесечну у СР Немачкој (1963), деветомесечну у Француској (1967/1968), тромесечну у СР Немачкој (1973); студијске боравке – Мађарска (1963), Бугарска (1964), Грузија Украјина Молдавија (1972), Мађарска (1981), Турска (1983), Грчка (1985), Совјетски Савез (1990) Учествовао на бројним научним скуповима у земљи али и у иностранству – Лисабон (1965), Праг (1966), Букурешт (1968), Монпеље (1969), Варна (1971), Болцано (1974), Штутгарт (1975), Варшава (1975), Москва (1976), Бордо (1977), Женева (1977), Ридинг (1977), Шлангебад (1978), Сиднеј (1978), Бенгази (1979), Дејвис (1980), Висбаден (1981), Беч (1971), Местре-Венеција (1982), Париз (1982), Будимпешта (1984), Франкфурт (1985), Ниборг (1988), Ст. Мартин (1988), Кишињев (1990).
Објавио је 89 научних радова, 8 монографија, 6 књига, универзитетски уџбеник у 5 издања, и велики број научно-стручних радова, реферата, студија и пројеката, као и 189 приказа у међународном часопису Vitis – Viticulture and enology abstracts. Радови су му 29 пута цитирани у домаћим и 40 пута у страној научној периодици и монографијама. Након пензионисања објавио је три прегледна научна рада: The nature and factors of photosynthesis in grapevine, Scientific review, 28,(2001); Калемљење и анатомско-физиолошко-технолошка полазишта производње лозног садног материјала, Пољопривреда, 390-393, (2002); Могућности и обележја гајења винове лозе на подручју Делиблатске пешчаре, Зборник радова Делиблатска пешчара VII (2005), Панчево.
Био је руководилац при изради више од 250 дипломских радова, 6 магистарских теза и 3 докторске дисертације.

## Публикације
- Биотехника винове лозе (1998), допуњено издање (2012)
- Живот и дело Мирослава Милосављевића (2000)
- Виноградарско-винарски лексикон са шестојезичним речником (2006),
- Грожђе и вино (1999 i 2001) - коаутор
- Биографско-библиографска и друга аутоказивања (2000)
- Свеске (2016)